# Litorio
Litorio (latino: Litorius; ... – 439) è stato un generale romano.
Tra il 435 e il 437 fu Comes rei militaris in Gallia. Con l'aiuto di un contingente di ausiliari unni, Litorio combatté contro i ribelli dell'Armorica, sconfiggendoli.
Nel 437 marciò attraverso l'Alvernia per raggiungere Narbona, che era assediata dai Visigoti, e per portare agli abitanti delle provviste. Durante il trasferimento, alcuni Unni sfuggirono al suo controllo e saccheggiarono l'Alvernia, fino a quando non furono fermati dal prefetto del pretorio delle Gallie Avito.
Nel 439 deteneva il secondo grado nella gerarchia militare romana in Gallia; dunque probabilmente era Magister militum per Gallias, alle immediate dipendenze di Ezio. La sua ambizione era quella di superare il suo comandante, e cercava l'aiuto degli indovini (indizio che fosse un pagano). Benché i Visigoti gli inviassero profferte di pace, egli, certo della superiorità delle truppe unne al suo servizio, decise di affrontarli nei pressi di Tolosa, ma fu annientato, ferito e catturato, per poi essere messo a morte poco dopo.